# Taggsjöpung
Taggsjöpung (Styela rustica) är en sjöpungsart som först beskrevs av Carl von Linné 1767.  Taggsjöpung ingår i släktet Styela och familjen Styelidae. Arten är reproducerande i Sverige. Inga underarter finns listade i Catalogue of Life.